# Luchthaven Nerlerit Inaat
Luchthaven Nerlerit Inaat (ook wel Constable Pynt) is het vliegveld van Ittoqqortoormiit, Groenland. Het heeft één landingsbaan van gravel. Ittoqqortoormiit ligt op ca. 45 kilometer ten zuidoosten van de luchthaven en is alleen per helikopter of per hondenslee te bereiken.
De luchthaven ligt op Jamesonland bij de Hurryinham.